# Жердянский (Светлогорский район)
Жердянский (бел. Жардзя́нскі) — посёлок и железнодорожная станция Жердь (на линии Жлобин — Калинковичи) в Сосновоборском сельсовете Светлогорского района Гомельской области Республики Беларусь.

## География

### Расположение
В 11 км на юго-запад от Светлогорска, в 95 км от Гомеля.

## Транспортная сеть
Рядом автодорога Светлогорск — Сосновый Бор. Жилые дома и станционные постройки вдоль железной дороги.

## История
С 1915 года разъезд, позднее станция, около которой постепенно формировался посёлок. Согласно переписи 1959 года. 
Название посёлка утверждено Указом Президиума Верховного Совета БССР от 21 января 1969 года. 
Работали асфальтовый завод, магазин.

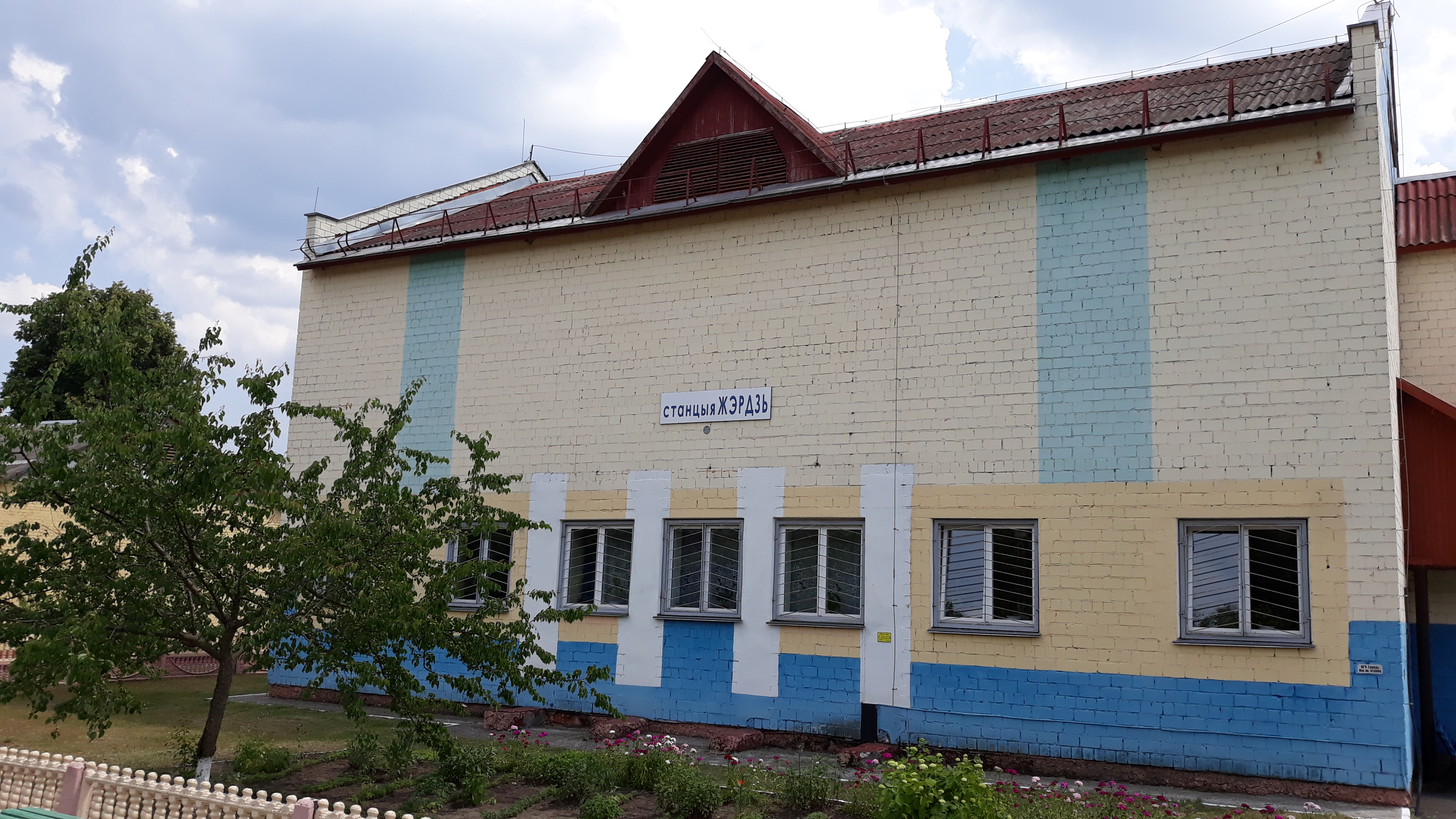
Жд станция Жердь

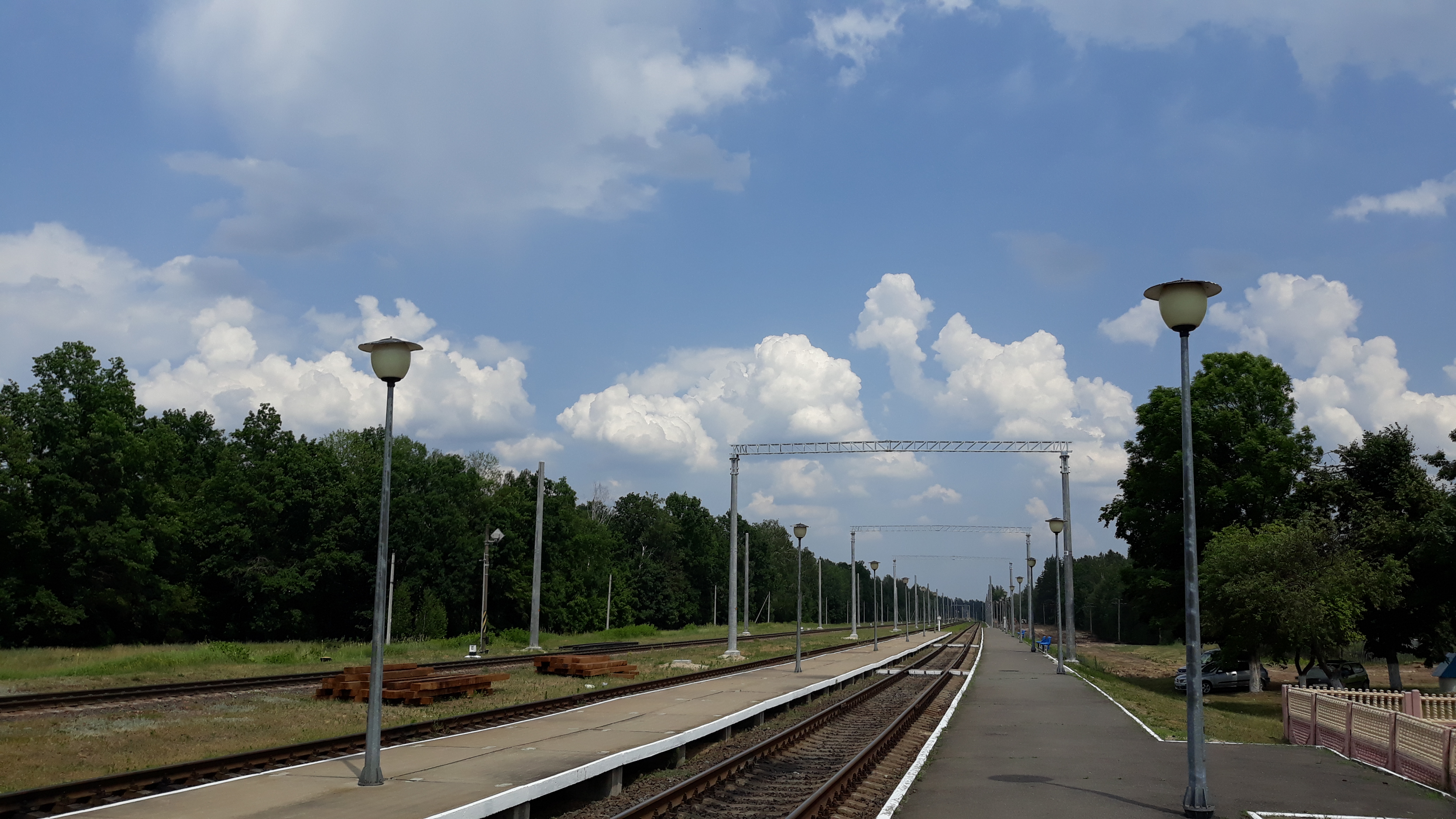

До 10 марта 1960 года посёлок входил в состав Шатилковского сельсовета Паричского района, до 30 марта 1992 года — в состав Чирковичского сельсовета, до 16 декабря 2009 года в составе Печищанского сельсовета, с 16 декабря 2009 года в составе Сосновоборского поселкового Совета депутатов, с 12 декабря 2013 года в составе Сосновоборского сельсовета.

## Население

### Численность
- 2021 год — 32 жителя

### Динамика
- 1959 год — 145 жителей (согласно переписи)
- 2004 год — 33 хозяйства, 57 жителей
- 2021 год — 32 жителя